# Empoli Football Club 1980-1981
Questa pagina raccoglie i dati riguardanti l'Empoli Football Club nelle competizioni ufficiali della stagione 1980-1981.

## Stagione
L'Empoli nel campionato di Serie C1 1980-1981 (Girone A) si classifica al quinto posto con 38 punti, gli stessi del Mantova e Treviso. Il torneo è stato vinto da Reggiana e Cremonese con 46 punti, promosse in Serie B.
In Coppa Italia Semiprofessionisti 1980-1981 non va oltre la fase a gironi, piazzandosi seconda nel girone 8 con 4 punti dietro la Lucchese e davanti al Siena.

## Divise
Lo sponsor tecnico per la stagione 1980-1981 è Adidas.
| Casa | Trasferta |

## Organigramma societario
Area direttiva
- Presidente: Ardelio Santini

Area tecnica
- Direttore sportivo: Silvano Bini
- Allenatore: Gaetano Salvemini

## Rosa
| N. |                   | Ruolo | Calciatore            |
| -- | ----------------- | ----- | --------------------- |
|    | Italia (bandiera) | P     | Roberto Negrisolo     |
|    | Italia (bandiera) | P     | Mario Paradisi        |
|    | Italia (bandiera) | D     | Maurizio Bruno        |
|    | Italia (bandiera) | D     | Claudio Antonio Cocco |
|    | Italia (bandiera) | D     | Maurizio Giornali     |
|    | Italia (bandiera) | D     | Giovanni Mariani      |
|    | Italia (bandiera) | D     | Attilio Papis         |
|    | Italia (bandiera) | D     | Giovanni Simonato     |
|    | Italia (bandiera) | D     | Luciano Vescovi       |
|    | Italia (bandiera) | C     | Marco Calonaci        |
|    | Italia (bandiera) | C     | Marco Dasara          |

| N. |                   | Ruolo | Calciatore         |
| -- | ----------------- | ----- | ------------------ |
|    | Italia (bandiera) | C     | Francesco Di Nuovo |
|    | Italia (bandiera) | C     | Marco Domenichini  |
|    | Italia (bandiera) | C     | Ferdinando Donati  |
|    | Italia (bandiera) | C     | Stefano Ferretti   |
|    | Italia (bandiera) | C     | Adriano Martelli   |
|    | Italia (bandiera) | C     | Antonio Ravot      |
|    | Italia (bandiera) | A     | Alessandro Bigazzi |
|    | Italia (bandiera) | A     | Mirco Matteoni     |
|    | Italia (bandiera) | A     | Marco Meloni       |
|    | Italia (bandiera) | A     | Danny Rezzadore    |

## Risultati

### Serie C1 girone A

#### Girone di andata
| Arbitro: | Meschini (Perugia) |

|                                                   |           |                           |
| Zandoli 47’ Erba 59’ (rig.) Tappi 65’ Mossini 87’ | Marcatori | 10’, 83’ (rig.) Rezzadore |

| Arbitro: | Baldini (Piacenza) |

|            |           |  |
| Meloni 30’ | Marcatori |  |

| Arbitro: | Baldi (Roma) |

|            |           |  |
| Meloni 10’ | Marcatori |  |

| Arbitro: | Sguizzato (Verona) |

|                           |           |  |
| Prunecchi 50’ Paolini 85’ | Marcatori |  |

| Arbitro: | Pezzella (Frattamaggiore) |

|                        |           |                  |
| Ravot 13’ Di Nuovo 62’ | Marcatori | 37’ (aut.) Cocco |

| Arbitro: | Sala (Lecco) |

|                   |           |           |
| Mariani 4’ (aut.) | Marcatori | 49’ Ravot |

| Arbitro: | Valente (Gorizia) |

|            |           |  |
| Meloni 50’ | Marcatori |  |

| Arbitro: | Falsetti (Roma) |

|                                   |           |              |
| Cappotti 29’ Pozzi 53’ Frutti 89’ | Marcatori | 59’ Simonato |

| Empoli 23 novembre 1980 9ª giornata | Empoli          | 0 – 0 | Modena | Stadio Carlo Castellani\| Arbitro: \| Ongaro (Rovigo) \| |
| Arbitro:                            | Ongaro (Rovigo) |       |        |                                                          |

| Arbitro: | Sala (Lecco) |

|  |           |            |
|  | Marcatori | 15’ Meloni |

| Arbitro: | Corigliano (Crotone) |

|                                    |           |                           |
| Ravot 3’ Di Nuovo 55’ Ferretti 67’ | Marcatori | 77’ Bertocchi 87’ Bocchio |

| Sant'Angelo Lodigiano 14 dicembre 1980 12ª giornata | Sant'Angelo         | 0 – 0 | Empoli | Stadio Carlo Chiesa\| Arbitro: \| Tubertini (Bologna) \| |
| Arbitro:                                            | Tubertini (Bologna) |       |        |                                                          |

| Empoli 21 dicembre 1980 13ª giornata | Empoli                      | 0 – 0 | Piacenza | Stadio Carlo Castellani\| Arbitro: \| Pellicanò (Reggio Calabria) \| |
| Arbitro:                             | Pellicanò (Reggio Calabria) |       |          |                                                                      |

| Arbitro: | Esposito (Torre del Greco) |

|  |           |                              |
|  | Marcatori | 44’ Ravot 57’ (aut.) Menconi |

| Arbitro: | Pezzella (Frattamaggiore) |

|           |           |  |
| Ravot 27’ | Marcatori |  |

| Arbitro: | Cerquoni (Macerata) |

|                                  |           |              |
| Foscarini 8’ Rombolotto 15’, 59’ | Marcatori | 53’ Calonaci |

| Arbitro: | Sarti (Modena) |

|  |           |             |
|  | Marcatori | 68’ Rabitti |

#### Girone di ritorno
| Empoli 1º febbraio 1981 18ª giornata | Empoli           | 0 – 0 | Reggiana | Stadio Carlo Castellani\| Arbitro: \| Galbiati (Monza) \| |
| Arbitro:                             | Galbiati (Monza) |       |          |                                                           |

| Arbitro: | Baldi (Roma) |

|                   |           |  |
| Grilli 80’ (rig.) | Marcatori |  |

| Arbitro: | Rinaldi (Caserta) |

|                                                      |           |           |
| Ascagni 4’, 60’, 88’ Finardi 66’ (rig.) Medaglia 90’ | Marcatori | 59’ Papis |

| Arbitro: | Valente (Monfalcone) |

|                                      |           |  |
| Ravot 15’ Rezzadore 35’ Calonaci 80’ | Marcatori |  |

| Trieste 1º marzo 1981 22ª giornata | Triestina                  | 0 – 0 | Empoli | Stadio Giuseppe Grezar\| Arbitro: \| Esposito (Torre del Greco) \| |
| Arbitro:                           | Esposito (Torre del Greco) |       |        |                                                                    |

| Arbitro: | Damiani (Ascoli Piceno) |

|           |           |  |
| Papis 14’ | Marcatori |  |

| La Spezia 15 marzo 1981 24ª giornata | Spezia      | 0 – 0 | Empoli | Stadio Alberto Picco\| Arbitro: \| Rufo (Roma) \| |
| Arbitro:                             | Rufo (Roma) |       |        |                                                   |

| Empoli 29 marzo 1981 25ª giornata | Empoli               | 0 – 0 | Mantova | Stadio Carlo Castellani\| Arbitro: \| Corigliano (Crotone) \| |
| Arbitro:                          | Corigliano (Crotone) |       |         |                                                               |

| Arbitro: | Zumbo (Reggio Calabria) |

|                      |           |                    |
| Sberveglieri 4’, 52’ | Marcatori | 22’ (rig.) Vescovi |

| Arbitro: | Greco (Lecce) |

|                            |           |  |
| Rezzadore 52’ Ferretti 54’ | Marcatori |  |

| Trento 26 aprile 1981 28ª giornata | Trento          | 0 – 0 | Empoli | Stadio Briamasco\| Arbitro: \| Ongaro (Rovigo) \| |
| Arbitro:                           | Ongaro (Rovigo) |       |        |                                                   |

| Arbitro: | Dalfovo (Trento) |

|             |           |  |
| Vescovi 76’ | Marcatori |  |

| Arbitro: | Cerquoni (Macerata) |

|                       |           |  |
| Mariani 67’ Rossi 79’ | Marcatori |  |

| Arbitro: | Buccini (Sulmona) |

|            |           |  |
| Meloni 75’ | Marcatori |  |

| Arbitro: | Frigerio (Milano) |

|             |           |           |
| Beccati 70’ | Marcatori | 58’ Ravot |

| Arbitro: | Da Pozzo (Monza) |

|                                  |           |                            |
| Cocco 32’ Ferretti 76’ Ravot 83’ | Marcatori | 10’ Colusso 75’ Rombolotto |

| Arbitro: | Corigliano (Crotone) |

|                             |           |                 |
| Ballardini 26’ Messersì 43’ | Marcatori | 18’ Domenichini |

### Coppa Italia Semiprofessionisti

#### Fase a gironi
| Arbitro: | Pampana (Pisa) |

|              |           |                |
| Di Nuovo 34’ | Marcatori | 62’ Tognarelli |

| Arbitro: | Baroni (Macerata) |

|               |           |  |
| Ciardelli 70’ | Marcatori |  |

| Arbitro: | Leni (Perugia) |

|                     |           |                                             |
| Sala 19’ Lupini 87’ | Marcatori | 12’ Ravot 34’ Donati 64’ Bruno 75’ Di Nuovo |

| Empoli 21 settembre 1980 4ª giornata - Girone 15 | Empoli              | 0 – 0 | Lucchese | Stadio Carlo Castellani\| Arbitro: \| Bruschini (Firenze) \| |
| Arbitro:                                         | Bruschini (Firenze) |       |          |                                                              |

## Statistiche

### Statistiche di squadra
| Competizione                    | Punti | In casa | In casa | In casa | In casa | In casa | In casa | In trasferta | In trasferta | In trasferta | In trasferta | In trasferta | In trasferta | Totale | Totale | Totale | Totale | Totale | Totale | DR |
| Competizione                    | Punti | G       | V       | N       | P       | Gf      | Gs      | G            | V            | N            | P            | Gf           | Gs           | G      | V      | N      | P      | Gf     | Gs     | DR |
| ------------------------------- | ----- | ------- | ------- | ------- | ------- | ------- | ------- | ------------ | ------------ | ------------ | ------------ | ------------ | ------------ | ------ | ------ | ------ | ------ | ------ | ------ | -- |
| Serie C1                        | 38    | 17      | 12      | 4       | 1       | 20      | 6       | 17           | 2            | 6            | 9            | 12           | 26           | 34     | 14     | 10     | 10     | 32     | 32     | 0  |
| Coppa Italia Semiprofessionisti |       | 2       | 0       | 2       | 0       | 1       | 1       | 2            | 1            | 0            | 1            | 4            | 3            | 4      | 1      | 2      | 1      | 5      | 4      | +1 |
| Totale                          |       | 19      | 12      | 6       | 1       | 21      | 7       | 19           | 3            | 6            | 10           | 16           | 29           | 38     | 15     | 12     | 11     | 37     | 36     | +1 |

### Statistiche dei giocatori
| Giocatore      | Serie C1 | Serie C1 | Coppa Italia Semipro | Coppa Italia Semipro | Totale   | Totale |
| Giocatore      | Presenze | Reti     | Presenze             | Reti                 | Presenze | Reti   |
| -------------- | -------- | -------- | -------------------- | -------------------- | -------- | ------ |
| A. Bigazzi     | 1        | 0        | 0                    | 0                    | 1        | 0      |
| M. Bruno       | 17       | 0        | 2                    | 1                    | 19       | 1      |
| M. Calonaci    | 19       | 2        | 1                    | 0                    | 20       | 2      |
| C.A. Cocco     | 19       | 1        | 4                    | 0                    | 23       | 1      |
| M. Dasara      | 21       | 0        | 4                    | 0                    | 25       | 0      |
| F. Di Nuovo    | 30       | 2        | 4                    | 2                    | 34       | 4      |
| M. Domenichini | 18       | 1        | 0                    | 0                    | 18       | 1      |
| F. Donati      | 10       | 0        | 3                    | 1                    | 13       | 1      |
| S. Ferretti    | 31       | 3        | 3                    | 0                    | 34       | 3      |
| M. Giornali    | 23       | 0        | 3                    | 0                    | 26       | 0      |
| G. Mariani     | 31       | 0        | 3                    | 0                    | 34       | 0      |
| A. Martelli    | 32       | 0        | 2                    | 0                    | 34       | 0      |
| M. Matteoni    | 3        | 0        | 0                    | 0                    | 3        | 0      |
| M. Meloni      | 14       | 5        | 4                    | 0                    | 18       | 5      |
| A. Papis       | 32       | 2        | 4                    | 0                    | 36       | 2      |
| M. Paradisi    | 34       | -32      | 4                    | -4                   | 38       | -36    |
| A. Ravot       | 29       | 8        | 4                    | 1                    | 33       | 9      |
| D. Rezzadore   | 29       | 4        | 4                    | 0                    | 33       | 4      |
| G. Simonato    | 21       | 1        | 0                    | 0                    | 21       | 1      |
| L. Vescovi     | 24       | 2        | 4                    | 0                    | 28       | 2      |